# Nikos Koundouros
Nikos Koundouros (San Nicolò (Creta), 15 dicembre 1926 – Atene, 22 febbraio 2017) è stato un regista e sceneggiatore greco.
Con il suo film Giovani prede - Dafni e Cloe ha vinto nel 1963 l'Orso d'argento per il miglior regista.

## Filmografia parziale
- Magiki polis  (1954)
- L'orco (O drakos) (1956)
- Oi paranomoi  (1958)
- To potami (1960)
- To perasma (1960)
- Giovani prede - Dafni e Cloe (Mikres Afrodites) (1963)
- To prosopo tis Medousas (1967 / 1977)
- 1922 (1978)
- Bordelo (1984)
- Byron, i balada enos daimonismenou (1992)
- Oi fotografoi (1998)
- To ploio gia tin Palaistini (2012)

## Riconoscimenti
- Mostra internazionale d'arte cinematografica di Venezia
  - 1954 – Candidatura al Leone d'oro per Magiki polis
  - 1956 – Candidatura al Leone d'oro per L'orco

- Festival internazionale del cinema di Berlino
  - 1958 – Candidatura all'Orso d'oro per Oi paranomoi
  - 1963 – Orso d'argento per il miglior regista per Giovani prede

Premio FIPRESCI per Giovani prede
Candidatura all'Orso d'oro per Giovani prede
- 1967 – Candidatura all'Orso d'oro per To prosopo tis Medousas

- Settimane del cinema greco di Salonicco
  - 1960 – Miglior regista per To potami
  - 1963 – Miglior film per Giovani prede

Miglior regista per Giovani prede
Premio della critica al miglior regista per Giovani prede
- Festival del cinema greco di Salonicco
  - 1978 – Miglior film per 1922

Miglior regista per 1922
Premio speciale per la migliore sceneggiatura per 1922 (condiviso con Stratis Karras)
- 1986 – Premio del pubblico per Bordelo (2º posto)

- Festival internazionale del cinema di Salonicco
  - 1992 – Miglior film per Byron, i balada enos daimonismenou